# 白山古墳群 (行田市)

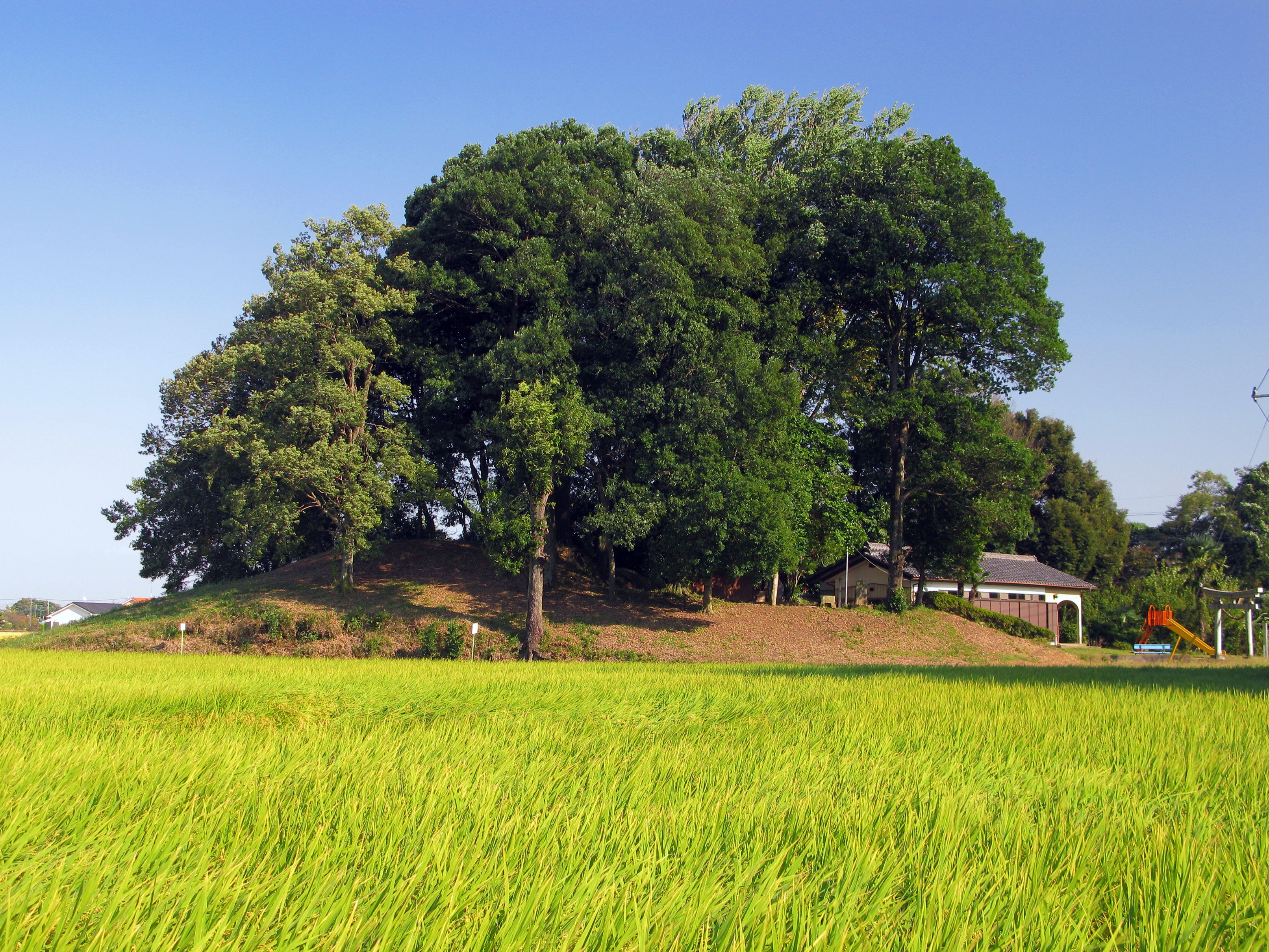
白山神社古墳

白山古墳群（はくさんこふんぐん）は、埼玉県行田市長野に存在する古墳群である。

## 概要
かつては何基かの古墳が確認できたが、現在は白山神社古墳（半壊）、神明山古墳（半壊）、白山愛宕山古墳（一部残存）を残すのみである。
埼玉古墳群のすぐ北に存在する古墳群であり、現在埼玉古墳群と白山古墳群のある台地を隔てている旧忍川も古墳時代には存在しなかったことから、この白山古墳群も埼玉古墳群の中にカウントするべきという意見がある。

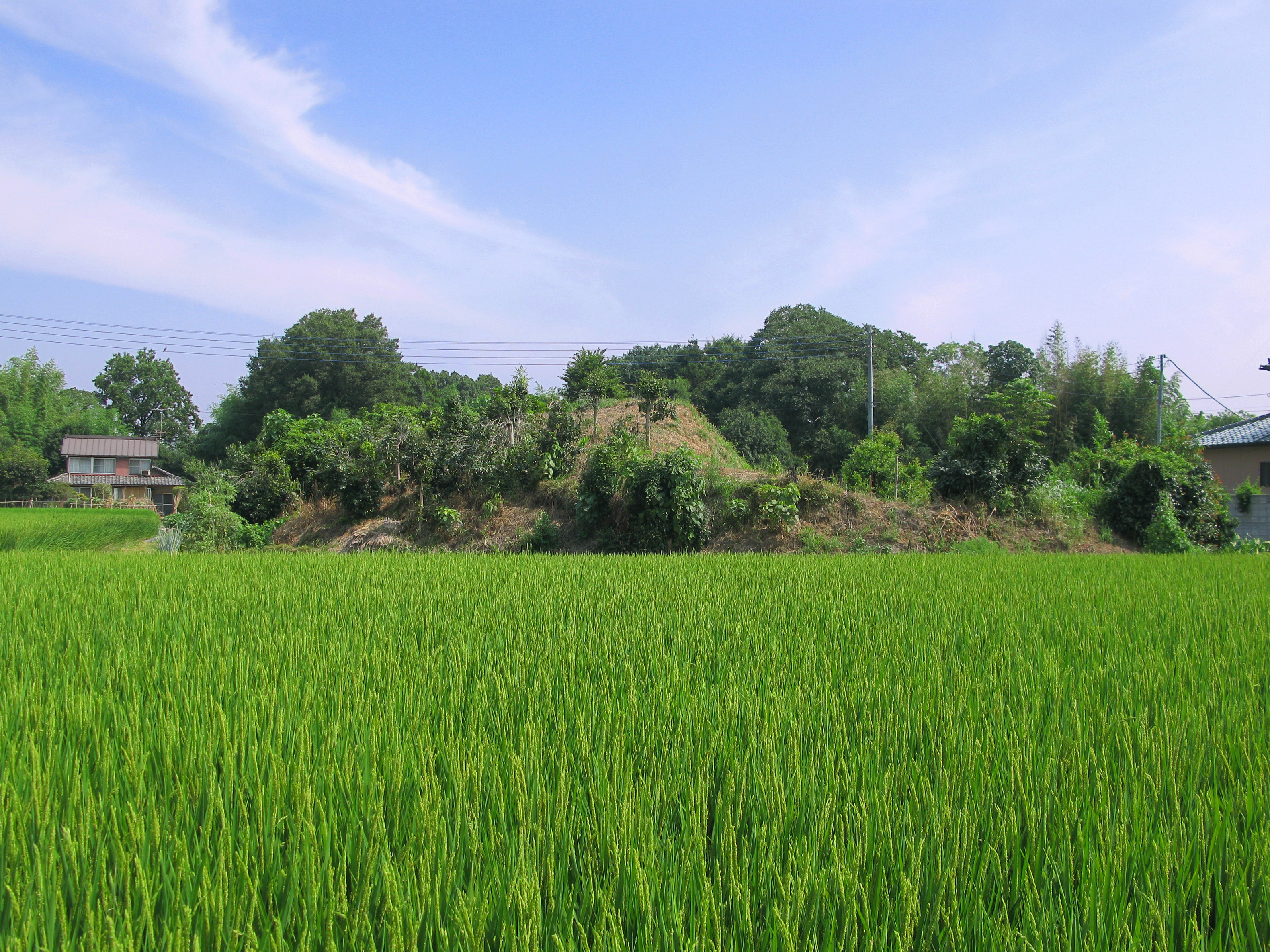
神明山古墳
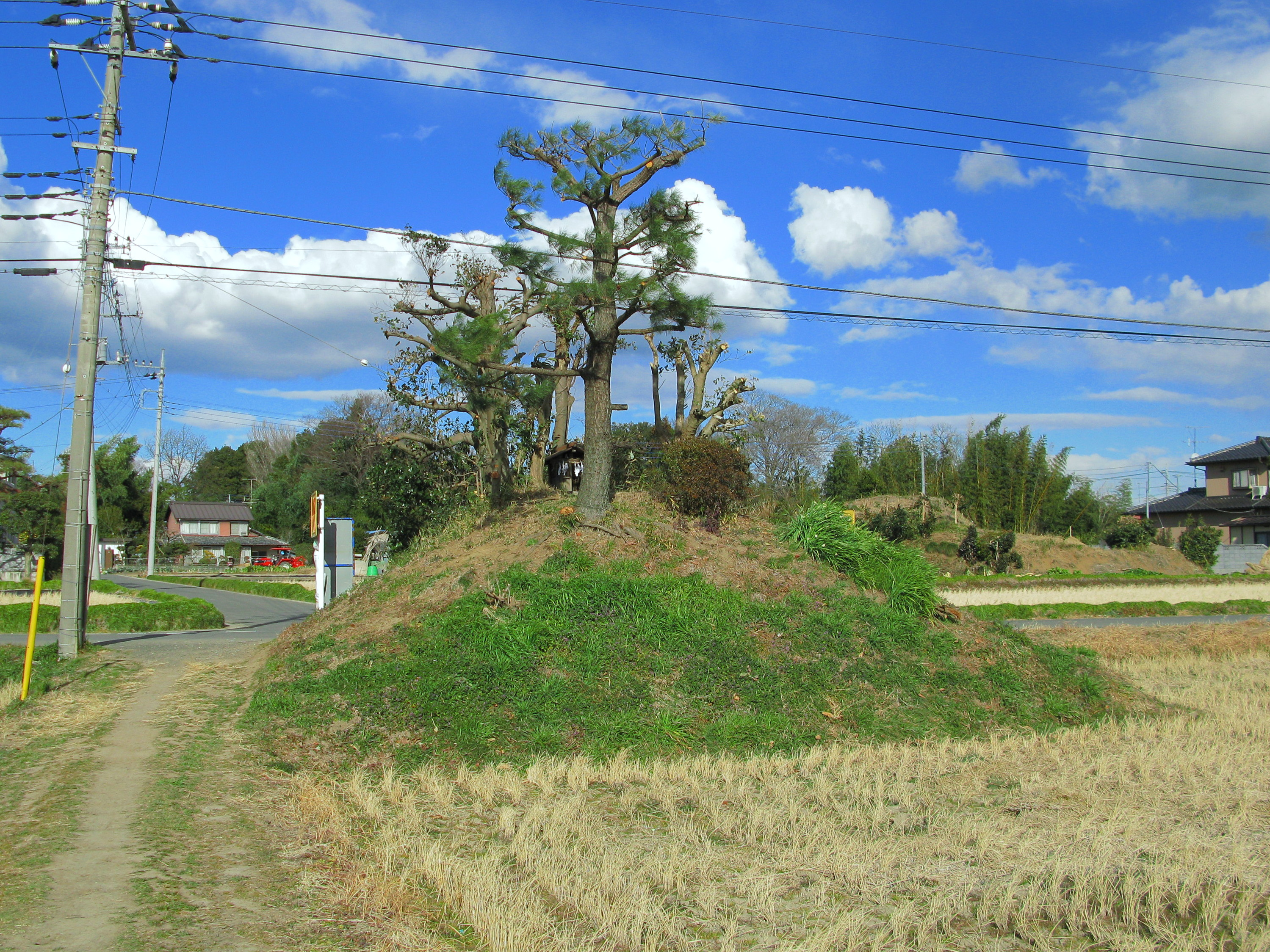
白山愛宕山古墳